# 珠海梟雄
《珠海梟雄》（英語：Bandits From Canton）是香港麗的電視以民國初年為時代背景製作的電視劇，全劇共30集，潘志文、岳華、麥天恩、余安安、馮真、魏秋樺、張國榮等人主演，梁天監製。該劇講述由潘志文飾演的楊秋萍由愛國學生到成為亂世梟雄的故事，本劇於1981年1月19日首播。

## 劇情簡介
1930年代的廣東珠江三角洲，土豪惡霸稱雄。在眾多勢力中，以蒲四的一股勢力，最為強大、稱霸一方。蒲四雖是一個粗人，却有義薄雲天的豪氣，和澎湃深刻的感情。正是這種特性，加上當時大時代的環境使然，蒲四遂在多方面與膽識過人的大學生楊秋萍發生各種磨擦，甚至正面對立，形成對峙之勢。 

## 演員表
- 潘志文 飾 楊秋萍
- 岳華  飾 蒲四
- 魏秋樺 飾 阮白露
- 余安安 飾 葉小憐
- 張國榮 飾 六少[1]
- 麥天恩 飾 張鶴年
- 盧宛茵 飾 蒲四三妻
- 伍永森 飾 師爺超
- 馮真 飾 單眼英
- 阮令濤 飾 漏拳才
- 吳桐 飾 阮福祥
- 馮峰 飾 葉不訶
- 張德蘭 飾 女姐
- 鄭文霞 飾 周倩農
- 曹達華 飾 徐啓榮
- 陳麗雲 飾 猛雞鳳
- 周俊明 飾 徐詠
- 陳植槐 飾 朱大祥
- 方珍妮 飾 王嘉美
- 李月清 飾 楊秋萍母
- 蕭山仁 飾 陳副官

## 軼事
- 潘志文和魏秋樺繼《變色龍》、《俠盜風流》後第三次合作。
- 張國榮在本劇開拍前突然患上肝炎，因其角色戲分相當重，故此監製梁天希望他拍罷此劇才入院醫病。同時又放棄一次拍電影機會。
- 編導賴水清希望效果逼真，在拍攝一場“假槍斃”戲分，事前沒有告訴潘志文。